# Gauliga Nordmark 1936/37
De Gauliga Nordmark 1936/37 was het vierde voetbalkampioenschap van de Gauliga Nordmark. Hamburger SV werd kampioen en plaatste zich voor de eindronde om de Duitse landstitel, waar de club groepswinnaar werd en zich plaatste voor de halve finale. Hierin was 1. FC Nürnberg echter te sterk. De club speelde nog tegen VfB Stuttgart om de derde plaats, maar verloor ook deze wedstrijd.

## Eindstand
| Plaats | Club                     | Wed. | W  | G | V  | Saldo | Ptn   |
| ------ | ------------------------ | ---- | -- | - | -- | ----- | ----- |
| 1.     | Hamburger SV             | 18   | 15 | 1 | 2  | 71:22 | 31:05 |
| 2.     | Kieler SV Holstein       | 18   | 11 | 3 | 4  | 65:25 | 25:11 |
| 3.     | SC Victoria Hamburg      | 18   | 11 | 3 | 4  | 63:39 | 25:11 |
| 4.     | FC St. Pauli             | 18   | 11 | 3 | 4  | 42:38 | 25:11 |
| 5.     | Eimsbütteler TV          | 18   | 11 | 1 | 6  | 74:36 | 23:13 |
| 6.     | SV Polizei Lübeck        | 18   | 7  | 1 | 10 | 40:46 | 15:21 |
| 7.     | Lübecker BV Phönix 03    | 18   | 6  | 3 | 9  | 32:57 | 15:21 |
| 8.     | Altonaer FC 1893 VfL     | 18   | 5  | 3 | 10 | 42:62 | 13:23 |
| 9.     | Rothenburgsorter FK 1908 | 18   | 3  | 0 | 15 | 37:66 | 06:30 |
| 10.    | SC Sperber Hamburg       | 18   | 1  | 0 | 17 | 23:98 | 02:34 |

|  | Kampioen   |
|  | Degradatie |

## Promotie-eindronde

### Groep A
| Plaats | Club                 | Wed. | Saldo | Ptn. |
| ------ | -------------------- | ---- | ----- | ---- |
| 1.     | SK Komet Hamburg     | 6    | 20:8  | 9:3  |
| 2.     | Bad Oldesloer BV     | 6    | 13:7  | 9:3  |
| 3.     | 1. SV Schleswig 06   | 6    | 9:12  | 4:8  |
| 4.     | FC 1910 Wilhelmsburg | 6    | 6:21  | 2:10 |

### Groep B
| Plaats | Club               | Wed. | Saldo | Ptn. |
| ------ | ------------------ | ---- | ----- | ---- |
| 1.     | Polizei SV Hamburg | 4    | 11:7  | 6:2  |
| 2.     | Rostocker SC 1895  | 4    | 7:9   | 3:5  |
| 3.     | Borussia Kiel      | 4    | 9:11  | 3:5  |

|  | Promotie |